# Geria (Valladolid)
Geria is een gemeente in de Spaanse provincie Valladolid in de regio Castilië en León met een oppervlakte van 18,02 km². Geria telt 507 inwoners (1 januari 2016).

## Demografische ontwikkeling
Bron: INE, 1857-2011: volkstellingen